# Eden Kartsev
Eden Kartsev (hebräisch עדן קארצב; belarussisch Карцев Эден Вадимович; * 11. April 2000 in Afula) ist ein israelisch-belarussischer Fußballspieler.

## Karriere

### Verein
In seiner Jugend spielte Kartsev bei Maccabi Tel Aviv und wurde für die Rückrunde 2017/18 an Beitar Tel Aviv Ramla verliehen, wo er seine ersten Einsätze in der zweiten Liga bekam. Anfang Januar 2019 ging er in den Kader der ersten Mannschaft über und debütierte für diese dann im Pokal. In der Liga bekam er noch keinen Einsatz, sondern wurde an Hapoel Hadera verliehen. Dort debütierte er bei einem 3:2-Sieg über Aschdod am 2. Februar 2019 in der ersten Liga. Auch in den folgenden Partien kam er zum Einsatz, bis er nach Saisonende zu Maccabi zurückkehrte. Mit einer dritten Leihe verließ er im September 2019 erneut seinen Klub und verbrachte den Verlauf der Saison 2019/20 bei Hapoel Ironi Kirjat Schmona, wo er zu den Stammspielern gehörte.
Im Oktober 2020 hatte er sein erstes Liga-Spiel für Maccabi. Gerade, als er konstant über längere Zeit zu Einsätzen gekommen war, verletzte er sich mit einem Seitenbandanriss am Knie. So fiel er ab Februar bis Ende März 2021 aus, konnte aber in der Meisterrunde wieder mitspielen – wenngleich größtenteils als Einwechselspieler. Am Ende der Spielrunde verließ er Tel Aviv endgültig und kickte fortan bei Maccabi Netanja. Nach zwei gespielten Partien zog er sich mit einem Fußbruch eine Verletzung zu, welche ihn bis zum Winter kein Spiel mehr bestreiten ließ. Danach konnte er sich in der Mannschaft behaupten wurde Stammspieler. 
Im Januar 2023 wechselte Kartsev in die Türkei zu Başakşehir. Hier fiel er nach seinem zweiten Spiel aufgrund einer Verletzung für den Großteil der verbleibenden Saison aus, konnte aber in der Spielzeit 2023/24 einiges an Spielzeit sammeln. Nach dem 7. Oktober 2023 kam er nur noch auf jeweils wenige Minuten Spielzeit pro Partie, wenn er überhaupt eingesetzt wurde. Aufgrund eines Posts auf Social Media wurde ihm im Januar 2024 durch den türkischen Verband aufgrund von "ideologischer Propaganda" eine Sperre von acht Spielen angedroht. Bereits zu dieser Zeit war er in Gesprächen mit seinem alten Klub in Tel Aviv, zu welchem er auf Leihbasis am 18. Januar 2024 zurückkehrte, Maccabi hatte eine Kaufoption.

### Nationalmannschaft
Nach Einsätzen für die U16 ab April 2015 kam er ab September in desselben Jahres in der U17 zum Einsatz und absolvierte eine Vielzahl an Freundschaft- und auch Qualifikationsspielen. Anschließend folgten Freundschaftsspiele mit der U18 und danach mit der U19, bei der er teilweise die Kapitänsbinde trug. Bei der U21 kam er selten zum Einsatz, weil er entweder verletzt oder mit anderen Altersklassen auf Länderspielreise war. Abschließend gehörte er zum Kader bei der U-21-Europameisterschaft 2023, bei der er sich durch Gelb-Rot im ersten Gruppenspiel eine Sperre einhandelte. Nach zwei weiteren Partien fehlte er beim Halbfinale gegen England, welches mit 0:3 verloren ging, gelbgesperrt.
Sein Debüt für die A-Nationalmannschaft hatte er am 11. Oktober 2020 bei einer 1:2-Niederlage gegen Tschechien in der Nations League 2020/21, als er in der 88. Minute für Mohammad Abu Fani eingewechselt wurde. Danach wurde er zunächst nicht mehr nominiert, bis er am 2. Juni 2022 in der Nations League 2022/23 zu seinem zweiten Länderspieleinsatz kam.